# 음유시인 비들 이야기
《음유시인 비들 이야기》(영어: The Tales of Beedle the Bard)는 영국의 작가 J. K. 롤링이 쓴 어린이 이야기 책이다. 이 책은 해리 포터 시리즈의 마지막 책인 《해리 포터와 죽음의 성물》에서 같은 이름으로 언급한 이야기 책으로 알려져 있다. 원작에서 헤르미온느는 덤블도어의 유품으로 이 책을 받고는 죽음에 성물에 대한 힌트를 얻는다. 따라서 이 책은 해리포터의 결말에 상당히 많은 영향을 끼쳤다. 한국어판은 2018년 1월 25일에 발매되었다.
음유시인 비들 이야기의 목차는 5가지로 나뉘어 있으며, 서두에는 ' 룬 문자로 된 원본을 헤르미온느 그레인저가 번역하다 '라고 쓰여있다. 다섯 가지 목차는 마법사와 깡충깡충 냄비, 엄청난 행운의 샘, 마술사의 털 난 심장, 배비티 래비티와 깔깔 웃는 그루터기, 삼 형제 이야기로 나뉘어 있으며 이는 어린이들을 위한 동화로 쓰여졌지만 정말로 ' 마법세계 스러운 ' 이야기들로 구성되어 있다. 원작에서 머글 출신인 헤르미온느와 해리는 마법사 출신인 론이 '이 책을 모른다고? 이 책은 마법사 애들이면 한번쯤 읽어본 동화인데!' 라는 어투로 이야기하자 해리와 헤르미온느는 '알잖아, 우린 머글 가정에서 자랐다고. 우린 백설공주와 일곱 난쟁이, 신데렐라,, 그런걸 읽었단 말이야' 라는 식으로 대꾸했다. 이에 론이 그게 무슨 외계어냐고 황당해한다.